# Великодушный поклонник
«Великодушный поклонник» (исп. El amante liberal) — новелла испанского писателя Мигеля де Сервантеса, опубликованная в 1613 году в составе сборника «Назидательные новеллы». Её название может иметь двойной смысл: не только «великодушный», но и «ветреный», «свободолюбивый». Сюжетно новелла связана с византийским романом. Её действие происходит в Восточном Средиземноморье и в тексте часто упоминается Алжир, так что Сервантес наверняка опирался при работе над «Великодушным поклонником» на свои воспоминания о пребывании в алжирском плену.
Тематически и стилистически новелла близка к комедиям Сервантеса «Алжирские нравы» и «Алжирская каторга», к истории капитана в первом томе «Дон Кихота».